# Heterogenius albomaculatus
Heterogenius albomaculatus är en skalbaggsart som beskrevs av Moser 1911. Heterogenius albomaculatus ingår i släktet Heterogenius och familjen Cetoniidae. Inga underarter finns listade i Catalogue of Life.